# Kathryn Findlay
Kathryn Findlay (* 26. Januar 1953 in Forfar, Schottland; † 10. Januar 2014 in London, England) war eine schottische Architektin.

## Studium
Findlay studierte Bildende Kunst am Edinburgh College of Art. Am Ende ihres ersten Studienjahres 1972 zog sie nach England, um an der Architectural Association School of Architecture zu studieren. Während ihres Studiums an der Architectural Association wurde Findlay von Peter Cook, Christine Hawley und Leon Van Schaik unterrichtet. Findlay schloss ihr Studium 1979 mit dem Architectural Association Diploma ab.

## Karriere in Japan
Im Jahr 1979 ging Findlay nach Tokio. Dort arbeitete Findlay im Büro von Arata Isozaki, wo sie ihren zukünftigen Ehemann Eisaku Ushida kennenlernte. Gemeinsam mit ihm gründete Findlay 1986 das Architekturbüro Ushida Findlay in Tokio. Findlay lehrte und arbeitete zwanzig Jahre lang in Japan. Sie wurde als erste weibliche Akademikerin an den Fachbereich Architektur der Universität Tokio berufen und war die erste Ausländerin, die dort seit der Meiji-Zeit im 19. Jahrhundert lehrte.
Das Architekturbüro Ushida Findlay baute 1993 das Truss Wall House und 1994 das Soft and Hairy House und erlangte damit Anerkennung.

## Karriere in Großbritannien
Findlay kehrte schließlich nach London zurück. Findlay arbeitete an bemerkenswerten Projekten wie der Grafton New Hall (2002) und das Pool House 2 (2009). Findlays Architekturbüro ging 2004 in Konkurs. Danach wurde Findlay von der School of Architecture der University of Dundee angestellt und wurde 2006 Professorin für Architektur und Umwelt. 2012 arbeitete Findlay als ausführende Architektin für Anish Kapoors monumentale Skulptur ArcelorMittal Orbit für die Olympischen Sommerspiele 2012 in London.

## Preise und Auszeichnungen
- 2002: Nominierung des Royal Institute of British Architects für das Grafton New Hall[3]
- 2007: Wahl in die Royal Scottish Academy als erste Architektin[5][6]
- 2013: Ehrenmitglied der Royal Incorporation of Architects in Schottland[3]
- 2014: Jane-Drew-Preis[7]